# Zbroja kryta

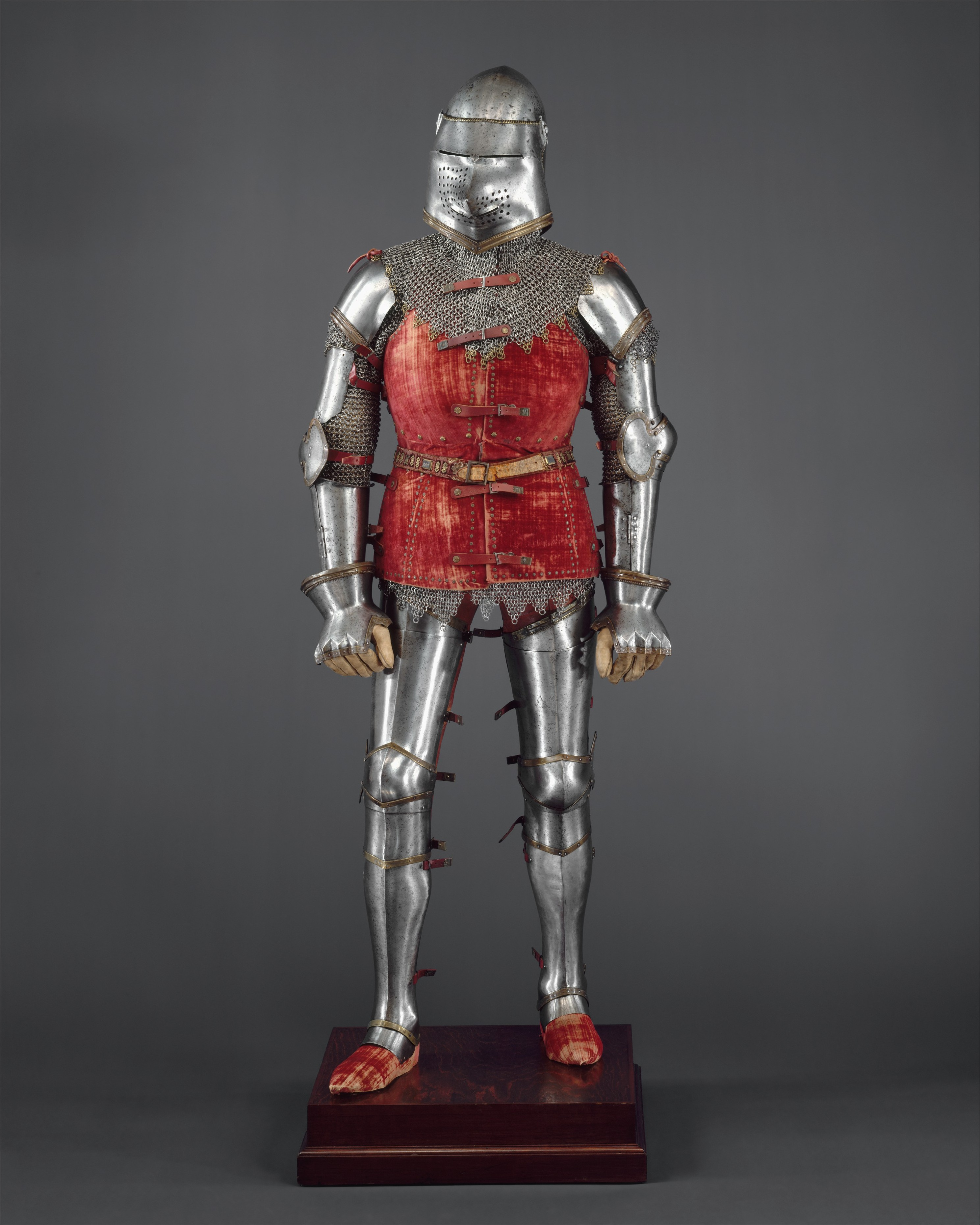
Zbroja kryta, XV w.

Zbroja kryta – wczesna wersja średniowiecznej zbroi płytowej (blisko spokrewniona z brygantyną), w postaci kaftana składającego się z metalowych płyt zakrytych warstwą skóry lub tkaniny (najczęściej aksamitu).
Zbroja kryta znana była już na przełomie XII-XIII w. Podobnie jak w brygantynie, jej metalowe płyty nitowano od wewnątrz do warstw skóry lub tkaniny, bądź wszywano je między tymi warstwami. Istotną różnicą była jednak wielkość tych elementów. O ile brygantyna składała się z dużej ilości małych płytek, to zbroja kryta miała formę kilku większych zespolonych ze sobą blach. Od XIV w. płyty chroniące klatkę piersiową, zaczęto zastępować monolitycznym napierśnikiem (nadal jednak zakrywanym tkaniną). Z czasem zbroja kryta straciła na popularności na rzecz stosowanej równolegle zbroi białej w której odkryty kirys składał się z dwóch monolitycznych elementów (napierśnika i naplecznika).